# Sesamia innocens
Sesamia innocens là một loài bướm đêm trong họ Noctuidae.